# Лештуков мост
Лештуко́в мост — автодорожный металлический балочный мост через Фонтанку в Центральном районе Санкт-Петербурга, соединяет Спасский и Безымянный острова.

## Расположение
Расположен в створе переулка Джамбула. Рядом с мостом находится Большой драматический театр имени Г. А. Товстоногова. Ближайшая станция метрополитена — «Звенигородская». Выше по течению находится мост Ломоносова, ниже — Семёновский мост.

## Название
Название известно с 1907 года и дано по прежнему наименованию переулка Джамбула (Лештуков переулок).

## История

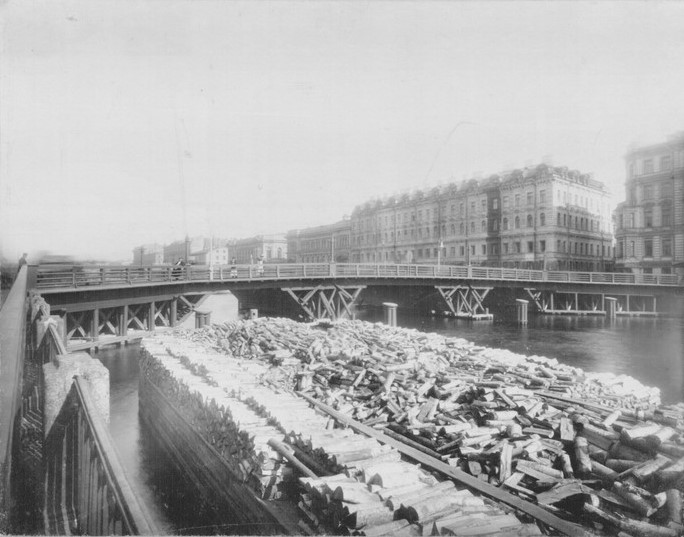
Лештуков мост.
Фото Е. Ф. Феофанова, 1900-е

В 1820 году для этого места инженером Егором Адамом был спроектирован пешеходный висячий мост, но проект не был реализован. После открытия в 1878 году на набережной Фонтанки Малого театра вопрос строительстве моста в этом месте стал особенно актуальным. В 1878 году архитектор Людвиг Фонтана ходатайствовал о разрешении на постройку широкого моста для экипажного движения. Предложение было отклонено градоначальником, так как «проезжий мост в столь близком расстоянии от Чернышева и Семеновского мостов был бы излишен для города вообще и стеснил бы судоходство по Фонтанке». В 1881 году городская управа рассматривала вопрос о сооружении пешеходного моста, схожего по конструкции с построенными для конно-железных дорог мостами через Мойку и Фонтанку. В 1890 году петербургский градоначальник предложил перенести цепной Пантелеймоновский мост ниже по течению Фонтанки, к Малому театру и Лештукову переулку. В 1894 году инженер Л. Н. Колпицын обратился в городскую думу о разрешении ему за свой счет взамен существовавших яличных перевозов на Екатерининском канале, Мойке и Фонтанке построить пешеходные мосты. Проход но ним предполагалось сделать платным (по 1 копейке с человека) в течение 10 лет, после чего все мосты должны были перейти в собственность города. Городская дума разрешила Колпицыну построить, в виде опыта, пешеходный мост через Фонтанку, от Лештукова переулка к Малому театру, предоставив эксплуатировать его в продолжение одного года. Однако проект не был осуществлён.
В 1907 году был построен деревянный пятипролётный мост. Работы производились комиссией городской думы по заведованию общественными работами.
Каждая опора состояла из двух рядов свай, расположенных на расстоянии 2,1 м один от другого, связанных поперечными и продольными горизонтальными схватками, вертикальными крестами и снабжённых боковыми подкосами. Пролёты по 11—13 м перекрывались прогонами из двух брусьев, подпёртых подкосами с применением подбалок. Подкосы соединялись парными схватками, идущими поперёк моста, и поддерживались парными наклонными подвесками. Полотно состояло из двойного дощатого настила, уложенного по поперечным балкам, лежащим на прогонах. Мост неоднократно ремонтировался в дереве.
Во время блокады мост был разрушен попаданием немецкой авиабомбы и артснаряда. Опоры и пролётное строение моста были восстановлены силами отдельного Ленинградского дорожно-мостового восстановительного батальона МПВО.
В 1952 году деревянные пролёты были заменены металлическими балками, опоры обшиты досками «под камень», расширен въезд. Под мостом проложили два теплопровода. В 1971 году произведён капитальный ремонт опор, заменена деревоплита на поперечины и двойной настил. Длина моста составляла 58,2 м, ширина — 14,2 м. К 1980-м мост обветшал и был закрыт для проезда транспорта, став пешеходным.
В 1988 году инженером ГУП «Ленгипроинжпроект» Л. Н. Соболевым был составлен проект реконструкция моста. Из-за недостаточного финансирования работы начались лишь в 1995 году. Заказчиком работ было Управление мостового хозяйства, генподрядчиком — ЗАО «Трест Ленмостострой», генеральный проектировщик — ГУП «Ленгипроинжпроект» (главный архитектор проекта — А. Ю. Шолохов, руководитель группы — Ю. Г. Шиндин, инженер-конструктор — Н. С. Лебедева, кузнец — В. Волковой). Работы выполнял филиал № 2 ЗАО «Трест Ленмостострой» под руководством директора филиала В. П. Вишнякова и главного инженера А. Б. Касаткина. Контроль за заводским изготовлением металлоконструкций пролётного строения с последующим надзором за монтажом производило ООО «НПЦ мостов». В 1999 году мост был открыт после реконструкции.

## Конструкция
Мост однопролётный металлический балочный. Цельнометаллическое пролётное строение выполнено в виде трёхпролётной консольной балки, средний пролёт которой длиной 37 м перекрывает русло реки, а боковые пролёты длиной 7,7 м, расположенные в пределах устоев, представляют собой консоли-противовесы, заполненные металлическими блоками, омоноличенными бетоном. Это позволило уменьшить усилия в середине центрального пролёта и значительно облегчить поперечное сечение. Устои из монолитного железобетона на свайном основании, облицованы гранитом. Опоры выдвинуты из линии набережной в русло и сопрягаются с ними плавными кривыми. Длина моста составляет 57,7 м, ширина — 20,0 м.
Мост предназначен для движения автотранспорта и пешеходов. Проезжая часть моста включает в себя 4 полосы для движения автотранспорта. Покрытие проезжей части и тротуаров — асфальтобетон. Тротуары отделены от проезжей части металлическим парапетным ограждением. На мосту установлено металлическое перильное ограждение художественного рисунка (мотивом его верхнего пояса послужил занавес Большого драматического театра), на открылках установлен гранитный парапет. При въездах на мост установлено 4 металлических декоративных торшера с фонарями.